# Megascops marshalli
La lechuza de bosque de neblina o autillo de Marshall (Megascops marshalli), también conocido como autillo de las selvas o urcututú de Marshall, es una especie de ave estrigiforme de la familia Strigidae. Vive en bosques montanos húmedos de Bolivia y Perú. Está amenazado por la pérdida de hábitat. El nombre de la especie conmemora a Joe T. Marshall, Jr. un zoólogo estadounidense.